# Kircher (Mondkrater)
Kircher ist ein Einschlagkrater im äußersten Südwesten der Mondvorderseite, östlich des riesigen Kraters Bailly, südlich von Bettinus und nordwestlich von Klaproth.
Der Kraterrand ist mäßig erodiert, das Innere weitgehend eben.
Die Entstehungszeit des Kraters wird der nektarischen Periode zugerechnet.
Kircher hat sechs Nebenkrater:
| Buchstabe | Position           | Durchmesser | Link |
| --------- | ------------------ | ----------- | ---- |
| A         | 65,9° S, 42,48° W  | 31 km       |      |
| B         | 65,05° S, 43,32° W | 12 km       |      |
| C         | 66,87° S, 37,77° W | 12 km       |      |
| D         | 67,45° S, 49,99° W | 39 km       |      |
| E         | 69,07° S, 50,45° W | 18 km       |      |
| F         | 66,14° S, 39,34° W | 14 km       |      |

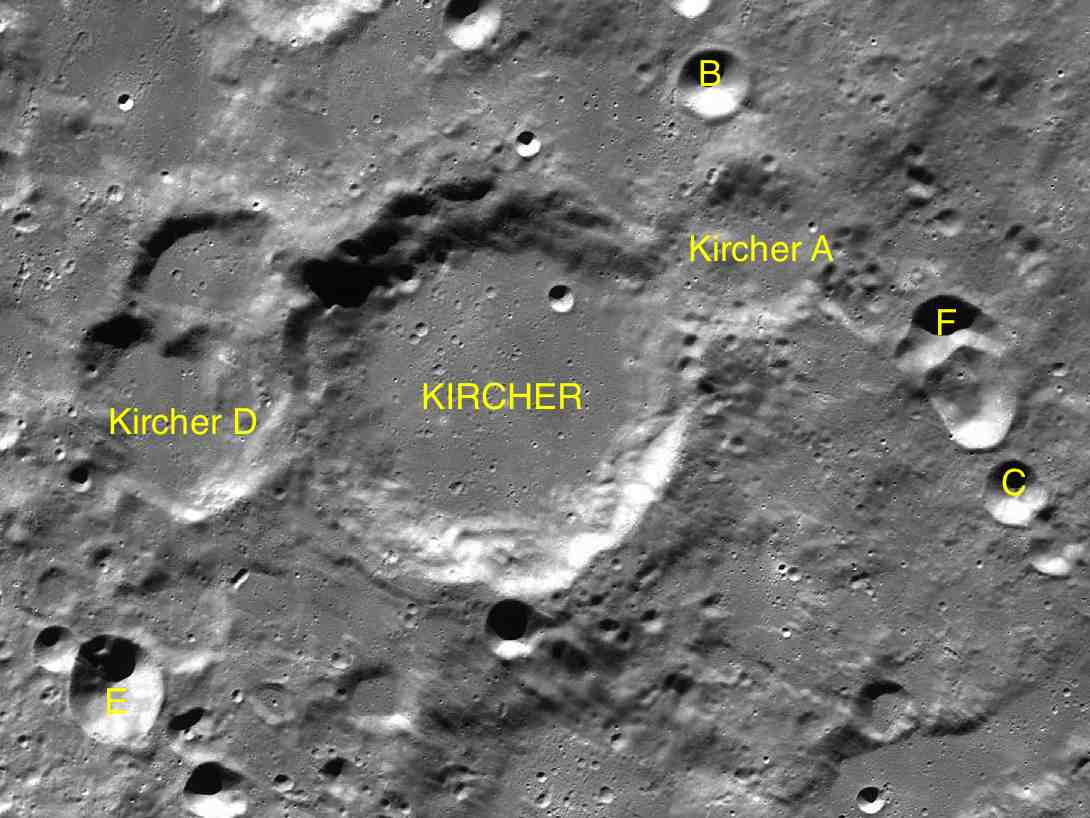
Kircher und seine Nebenkrater

Der Krater wurde 1935 von der IAU nach dem deutschen Jesuiten und Universalgelehrten Athanasius Kircher offiziell benannt.